# Princess River
Der Princess River ist ein Fluss im Westen des australischen Bundesstaates Tasmanien. 

## Geografie

### Flusslauf
Der etwas mehr als zwölf Kilometer lange Princess River entspringt an den Osthängen des Little Eldons nordöstlich des Lake Burbury und fließt nach Südwesten in den Stausee und damit in den King River.

### Nebenflüsse mit Mündungshöhen
Er hat folgende Nebenflüsse:
- Bull Rivulet – 230 m

### Durchflossene Stauseen
Er durchfließt folgende Seen/Stauseen:
- Lake Burbury – 230 m